# Yaqoob Abdul-Karim
Yaqoob Abdul-Karim Salim Al Qasmi, gyakran egyszerűen Yaqoob Abdul-Karim (1985. szeptember 4. –) ománi labdarúgó, a Saham SC csatára.

## Pályafutása

### A válogatottban
2009 óta játszik az ománi labdarúgó-válogatottban. 2009. november 17-én mutatkozott be a nemzeti csapatban a Brazília elleni barátságos mérkőzésen. Bekerült a 2015-ös Ázsia-kupán induló nemzeti csapat keretébe.